# Karl-Marx-Straße 14 (Thale)

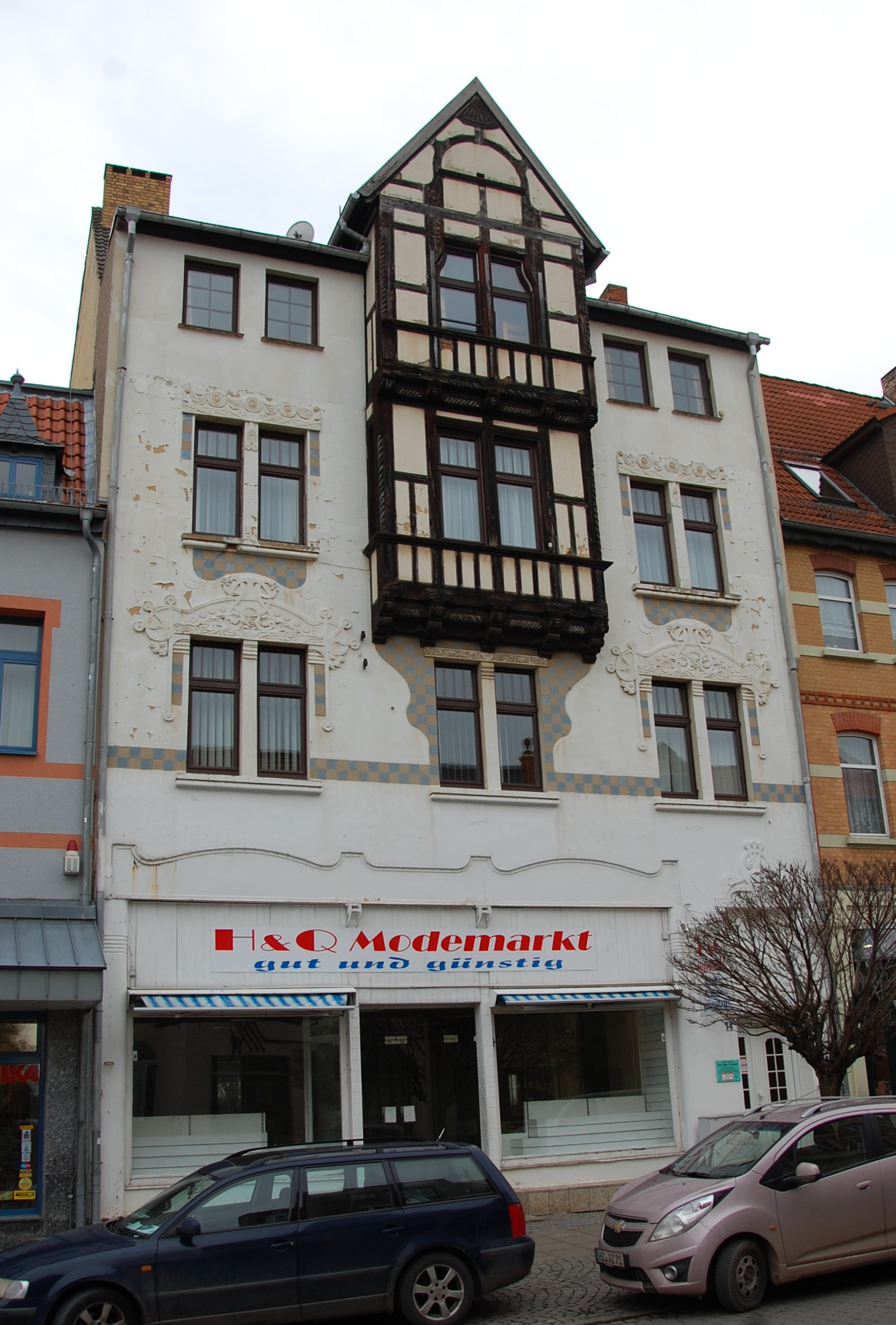
Haus Karl-Marx-Straße 14

Das Gebäude Karl-Marx-Straße 14 ist ein denkmalgeschütztes Wohn- und Geschäftshaus in der Stadt Thale in Sachsen-Anhalt.

## Lage
Das Wohn- und Geschäftshaus befindet sich auf der Südseite der Karl-Marx-Straße im Ortszentrum von Thale.

## Architektur und Geschichte
Das repräsentativ in Formen des Jugendstil gestaltete viergeschossige, verputzte Gebäude wurde in der Zeit um 1905 errichtet. Die Fassade ist mit floralen und abstrakten Ornamenten verziert, die sich streng an der Fassadentektonik orientieren. Mittig am Gebäude befindet sich vor dem zweiten und dritten Obergeschoss ein mit einem Giebel bekrönter Fachwerkerker.
Im örtlichen Denkmalverzeichnis ist das Gebäude unter der Erfassungsnummer 094 45284 als Wohn- und Geschäftshaus verzeichnet.